# COMICパピポ
『COMICパピポ』（コミックパピポ）は、かつてフランス書院が発行していた日本の月刊成人向け漫画雑誌。
毎月29日発売、B5判・中綴じだった。

## 概要
1987年から刊行していた『フランス書院コミック文庫』を母体に、1991年6月29日に創刊。創刊当初はいわゆるアニメ絵柄調の作品が主体を占める、おたく世代をターゲットとしたオールジャンル系の成人向け漫画雑誌だったが、既に一般青年誌へ移行していた森山塔（山本直樹）が「塔山森」名義で執筆していることが特徴だった。編集業務は休刊まで一貫してコミックハウスに外部委託されていた。
雑誌名の由来は、「雑誌名に、パ行の文字のついている雑誌が売れている」というフランス書院編集部内の俗説を、そのまま具現化したものである。名前は似ている、または発音が全く同じ商品や番組などが多数存在するが、何の関係もない。
興亡盛衰が激しい同ジャンルの雑誌群の中でも比較的先発に属する一誌であり、並行して刊行開始した『フランス書院Xコミックス』レーベルの旗艦誌として、投稿・持込の2つの新人賞を並行して開催していた。この新人賞は大賞こそ中々出なかったものの、1990年代半ばまではさまざまなタイプの新人作家を入選させ、積極的に発掘して誌面に登場させていた。
本誌で商業誌デビューした漫画家は、1994年から1996年まで『COYOTE』『ANGEL DUST』を連載した平野耕太、佐野タカシ、後藤羽矢子、ショート枠で『ありすのぼ～けん』を連載したみむだ良雑などがいた。また。『ハーフリータ』休刊に伴って移籍してきた蘭宮涼や、『コミックフラミンゴ』の『マニア倶楽部』路線への変更で移籍してきたものぐさうるふなど、成人コミックの分野で既に一定の実績を持つ漫画家も積極的に起用し、本誌生え抜きの漫画家と本誌創刊以前から活動している漫画家を混在させ人気を競わせるスタイルとなっていた。この時期の豊富な作家陣は、新創刊されたジュブナイルポルノレーベル『フランス書院ナポレオン文庫』へイラストレーターとしても供給され、本誌との相乗効果を生み出していた。
創刊当初から2000年4月号までの約9年間は成人指定を受けていなかった。1990年代は原則として、性描写シーンが総ページの30%以内という自主規制があったと言われており、性的描写を成人向け雑誌の指定を受けない程度の量に抑えていたため、現在の「ソフトエッチコミック」に相当する雑誌だった。このため、性的描写に質量両面で制限が付きまとったものの、逆を言えば性的描写について所定の量と作画の水準を満たしておけば後は漫画家が作家性をある程度自由に発揮できる余地があった。
結果として、掲載作品はラブコメなどの「ソフトエッチ」的な路線の作品を主体としつつも、ハードな陵辱ものや、SFやファンタジーに至るまで多種多様な傾向の作品が掲載され、誌面は統一感にはやや欠ける反面で一種独特の幅の広さを持っていた。なお、90年代中盤には、増刊として隔月発行の『パピポ外伝』という増刊も刊行していたが、更に派生する形で、1996年に『COMIC Zip』も増刊枠・隔月刊として創刊し、更に月刊化・独立創刊するなど、実質的な2誌 - 最大3誌体制をとっていた。
また、コミックハウス編集の一部他誌と同様、毎回、掲載作品の欄外下部などに、アンケート葉書の自由欄に書かれた作者へのお便りに作者が返答する小コーナーが設置され、誌面上での読者と漫画家のコミュニケーションが図られていた。
しかし、出版不況などの影響により、休廃刊や雑誌の路線変更などが頻繁に起きていた1990年代末頃から、コミックハウス系の他誌で描いていた中堅クラスの漫画家（龍炎狼牙などが該当する）が本誌に頻繁に登場し、作家陣の再編が進んでいく。1999年には『フランス書院コミック文庫』も休刊している。
また、2000年5月号より成人指定を受け表紙に「成人向け雑誌」マークを付けたことがきっかけとなって、性的描写の質量的な制限が大幅に緩和された。これにより性的描写の比重が増え、内容に過激さを増す一方で、90年代の主力作家陣や、新人賞で発掘した「ソフトエッチ」的な路線の漫画家たちが読者アンケートで人気を得られず淘汰されるなど、大幅な路線変更を強いられた。たとえば、あうら聖児は一時期はパピポ向けにはソフトなラブコメ作品を掲載し、辰巳出版の『ペンギンクラブ山賊版』向けにはハードな陵辱ものを掲載する「使い分け」をしていたが、パピポでも成人指定後はハードな内容の作品が中心となった。そのため、自誌が発掘しデビューさせた生え抜きの漫画家を伸ばすことができず『フランス書院Xコミックス』でわずか1-2冊程度出しただけで雑誌から離れてゆく者も度々見られる様になる。
2000年代前半には、2新人賞共に佳作以上の雑誌掲載に直結する入賞作品がほぼ皆無という状態が続き、そのため、商業誌デビューには繋がらない新人賞と見なされて忌避され投稿作品の質的・数的な低下を招き、さらに入賞作品が出なくなるという悪循環に陥った結果、新人発掘機能を失って、やがて誌面も活力を失いはじめる。新人賞に関しては、パピポ誌上の結果発表の選評欄で、編集者が作品内容の質よりも応募数自体の不足から応募作品の質が向上しない状況を嘆くコメントを度々繰り返していた。
増刊『COMIC Zip』は、創刊初期はCHOCO『イグナクロス零号駅』が人気を博し、撫荒武吉、山中鹿元介（高雄右京）、粟田口国綱（かねこしんや）など、武蔵野美術大学出身の若手作家陣で話題となったが、2003年2月8日発売の2003年3月号をもって『パピポ』に統合という形で休刊。その後、『パピポ』自身も退潮傾向を食い止められず、2007年10月29日に発売された2007年12月号をもって休刊となり、16年5か月の歴史に幕を閉じた。
最終号となった2007年12月号では、誌面に休刊告知が掲載されている一方で、同人誌紹介コーナーと読者ページ（お便りページ）には募集要項が掲載されており、また休刊号に作品を掲載していたホーミングがブログで当時、突然の休刊だったことを記している様に、編集作業の終了の前後の差し迫った時期の唐突な休刊決定だった。また、末期には使用される用紙の質が低下している一方で紙代が上昇していた時期で、突然の休刊には時期的に部数減以外にも当時の雑誌用紙価格などのコスト面の影響も窺われる。折りしも、ほぼ同時期に発売されたクロエ出版の『COMIC真激』2007年12月号では、雑誌用紙の価格高騰を理由とした定価改定の告知がなされている。
後述する『コミックレヴォリューション』の立ち上げの失敗などもあり、フランス書院からは休刊後の受け皿となる後継誌が失われた。掲載作家陣の一部は『COMIC RIN』（茜新社）などに移籍し、現在も活動している。『フランス書院Xコミックス』レーベルはその後も未収録分の刊行が行われ、2009年頃に刊行終了となった。これにより、フランス書院は成人向け漫画雑誌の分野から事実上の撤退となった。
カバーイラストは、1991年 - 1999年：好実昭博、2000年 - 2003年：かわむらやすひと、2003年 - 2007年：美和美和がそれぞれ担当（臨時で他作家が担当したこともある）。このカバーイラストも成年向け非指定時代は比較的おとなしい画風だったが、2000年5月号で正式に成年向け指定を受けて以降は次第に過激さを増してゆき、美和美和が担当した頃には成人誌であることが一目瞭然に判る構図になっていた。

## 主な掲載作家
- あうら聖児
- 赤銅茉莉
- うらべ・すう（一烈条二）
- うろたん
- 大朋めがね
- 逢魔刻壱
- きみおたまこ
- 後藤羽矢子
- 佐野タカシ
- 山文京伝
- しかげなぎ
- すめらぎ琥珀
- 諏訪クニミツ
- D.P
- のら猫長屋
- 平野耕太
- 巫代凪遠
- みむだ良雑
- 向正義
- ものぐさうるふ
- ももんこーじ
- 蘭宮涼
- RIKI
- 龍炎狼牙
- 完顔阿骨打

他

## その他
- 現在[いつ?]『まんがライフ』（竹書房）をはじめとする一般4コマ漫画誌で活躍している後藤羽矢子は、この雑誌の新人賞の入賞をきっかけに漫画家デビューをし、後に一般誌にノンアダルトの作品が掲載される様になってからも本誌では休刊まで10年以上にわたって常連作家の1人だった。ただし、一般誌でのプロフィールではデビューした雑誌名が伏せられていることが多い。
- 初期の頃は、性行為などの性的描写が一切存在しない一般青年雑誌向けのストーリー漫画の連載が数本あった。そのため、フランス書院Xコミックス単行本にも初期のラインナップには、うらべすう『ブルーセンチネル』、萩原玲二『旋風のイリヤ』上下巻など、「成人コミック」マークが付いていないものが一部存在する。また、『みこすり半劇場』と同様の路線の下ネタ4コマ漫画（畑野ぽまと作）も掲載されていた。だが、これらの作品は次第に少なくなり、1990年代末期になると毎号中ほどに『きらめけ聖ヴァニセーヌ学園！』（綺々作）という4ページの連載作品が1本あるだけとなり、それもいつしか誌上から消えていった。2000年5月に成人指定を受けてからはさらに過激さを増し、最終的には性行為が含まれる作品のみの掲載になった。
- 1999年には、作家の本田透の企画製作による、「サブカルチャー系通信教育」を標榜した対話形式のお笑いネタ風企画を中心とした『髭アカデミー』という短期集中連載企画があった。サブカルチャーを採り上げると言いつつ、企画者の好みで阪神タイガースをヨイショするコーナーや、横山ノックなど関西の著名人が脈絡もなく出て来る4コマ漫画が毎回掲載されているという、美少女雑誌に属する本誌としては極めて異色の内容だった。

## コミックレヴォリューション
『コミックレヴォリューション』の名称で増刊号が2007年4月より隔月刊で発刊された。偶数月11日発売。B5判、平綴じ、定価630円。本誌の廃刊に伴い、4号で廃刊となる。
キャッチコピーは「No.1萌えエロコミック」で、毎号の表紙はみさくらなんこつが担当。また、同じくみさくらなんこつが巻頭カラー作品として『メイド in 学園ヘヴン』を連載。
巻中カラーには「ボクのクラスメイト」をテーマに、あずまゆきら毎号4名ずつの人気イラストレーター・漫画家によるイラストを掲載。
編集スタッフに美少女文庫（同社刊）の担当もおり、Vol.2より『メイドなります!』（三色網戸。）、Vol.3より『サムライガール』（助三郎）といった美少女文庫の人気シリーズの漫画化が開始された。

### 掲載作家
1. 2007年4月11日発売
  - イラスト：あずまゆき、しんたろー、ミヤスリサ、YUKIRIN
  - 漫画：みさくらなんこつ、水城たくや、BENNY'S、鷹勢優、井ノ本リカ子、KEN+, あやせまい、ひなたもも、小巻恋、シロガネヒナ、凪妖女、神楽武志、あいざわひろし、つつみあかり、丸ちゃん。、神保玉蘭
2. 2007年6月11日発売
  - イラスト：あずまゆき、神無月ねむ、てぃんくる、ゆきうさぎ
  - 漫画：みさくらなんこつ、あいざわひろし、BENNY'S、井ノ本リカ子、水城たくや、三色網戸。、あやせまい、苺野しずく、塚本ミエイ、凪妖女、KEN+、つつみあかり、鷹鳥海、神楽武志、神保玉蘭、ちんじゃおろおす、無有利安
3. 2007年8月15日発売
  - イラスト：あずまゆき、きみづか葵、こぶいち、蔓木鋼音
  - 漫画：みさくらなんこつ、BENNY'S、あいざわひろし、井ノ本リカ子、AM-DVL、丸ちゃん。、KEN+、あやせまい、助三郎、ちんじゃおろおす、神楽武志、つつみあかり、神保玉蘭、苺野しずく、凪妖女、三色網戸。、塚本ミエイ

## 増刊
- パピポ外伝 → COMIC Zip